# Alice (Star Trek: Voyager)
„Alice” (titlu original: „Alice”) este al 5-lea episod din al șaselea sezon al serialului TV american științifico-fantastic Star Trek: Voyager și al 125-lea în total. A avut premiera la 20 octombrie 1999 pe canalul UPN.
Episodul are o asemănare izbitoare la câteva elemente cu romanul lui Stephen King din 1983,  Christine, cum ar fi ideea unui vehicul care are o conștiință.

## Prezentare
Tom Paris recuperează o navetă extraterestră ce pare să aibă propria personalitate, și devine obsedat de ea.

## Actori ocazionali
- Claire Rankin - Alice
- John Fleck - Abaddon